# Bernard Elgey Leake
Bernard Elgey Leake (né le 29 juillet 1932) est un géologue britannique. Il est professeur émérite de géologie à l'université de Glasgow, fellow émérite Leverhulme à l'université de Cardiff de 2000 à 2002 et chercheur honoraire à l'université de Cardiff depuis 1997.

## Biographie
Leake est né le 29 juillet 1932, fils de Norman Sidney Leake et Clare Evelyn Walgate . Il fait ses études à la Wirral Grammar School for Boys et à l'Université de Liverpool, où il obtient un baccalauréat ès sciences de première classe en 1952 et un doctorat en 1955. Il obtient des diplômes de DSc à Bristol en 1974 et à Glasgow en 1997.
Leake est un chercheur Leverhulme à Liverpool 1955-57. En 1957, il est nommé maître de conférences en géologie à l'université de Bristol, dont il devient lecteur en 1968. Il est chercheur associé à l'université de Californie à Berkeley en 1966.
En 1974, Leake est nommé professeur et chef du département de géologie à l'université de Glasgow et élu membre de la Royal Society of Edinburgh en 1978. Il est également conservateur honoraire des collections géologiques du Hunterian Museum .
Il reçoit la médaille Lyell de la Société géologique de Londres en 1977 et est président de la société de 1986 à 1988 .
En 1997, Leake part à l'université de Cardiff où il continue à travailler sur la pétrogénèse du granit de Galway, la géologie de Joyces Country, les régions de Clifden et Roundstone du Connemara et le massif dans son ensemble. Il complète également les biographies des géologues FC Phillips et JWGregory  et l'histoire de 125 ans du personnel du département de géologie de Cardiff 1891-2016.